# En Kæreste for meget
En Kæreste for meget er en dansk stumfilm fra 1924, der er instrueret af Johannes Meyer.

## Handling
Denne artikel mangler et handlingsreferat. Hjælp os med at skrive det.

## Medvirkende
- Holger Pedersen - Baron Preben
- Karen Winther - Frk. Ida
- Aage Fønss - Ingeniør Hart
- Soffy Damaris - Kokkepigen Ane
- Emil Henriks - Anes ven
- Maria Garland - Frk. Petronella
- Willy Bille - Jomfruen
- Aage Hertel - Slotsfogeden
- Holger Strøm - Godsejeren
- Erik Clausen - Baron Basse
- Erik Hofman - Ingeniør Erling
- Anker Larsen - Kusken i spøgelseshistorien